# Veltěž
Veltěž (německy Weltesch) je osada ležící ve Středočeském kraji, v okrese Praha-východ a spadá pod obec Zdiby, se kterou na západní straně těsně sousedí.

## Historie
První písemná zmínka o Veltěži pochází z roku 1228. Tehdy je osada zmiňována jako statek náležící Benediktinkám Svatojiřským, Kapitoly hradčanské a Břevnovskému klášteru. V období husitských válek byla Veltěž církvi odebrána a jejím majetkem se stala opět až v roce 1729.
V současnosti je Veltěž centrem obce Zdiby. Nachází se zde budova obecního úřadu, základní školy (1. - 5. ročník), mateřské školy, poštovního úřadu, cukrárny a sokolovny.

## Osobnosti
- Dr. Ing. Vilém Weingärtner (1854–1927), civilní inženýr, konstruktér mostních konstrukcí, čestný doktor technických věd české vysoké školy technické v Praze[3]. Narozen zde 28. května 1854[4]. Od roku 1876 ve státní službě. Působil převážně v Čechách, v Praze a to do roku 1921. Výjimkou bylo jeho působení v Tyrolsku, kde měl na starosti obnovu komunikační sítě zničené katastrofální povodní a regulační stavby.

Projekčně spolupracoval při konstrukci a stavbě několika mostů, například: Jezový most a zdymadlo Miřejovice, Pražský most V Hradci Králové (1910), Tyršův most v Litoměřicích, Štěpánský most nedaleko Obříství (1912), železobetonový obloukový most přes Berounku v Lahovicích. Podílel se na projekci oprav Štefánikova mostu v Praze.
Působil mnoho let ve správních radách továren Hrůza a Rosenberg v Praze a Walter a spol. v Jinonicích. V Jinonicích 28. ledna 1927 zemřel.

## Doprava
- Pozemní komunikace – Veltěží prochází silnice III/2424 ze Zdib do Klecan.
- Autobusová doprava – Ve vsi jsou dvě zastávky (Zdiby, Veltěž a Zdiby, Veltěž, pošta) příměstských autobusů z Prahy, Kobylis do (č. 371) Husinec, Řež, závod a Klecany, Klecánky a (č. 374) do Máslovic nebo Odolena Voda, závod.

## Turistika
Do vsi vede turistická trasa Dolní Chabry-Veltěž a prochází trasa Vozovna Kobylisy-přívoz v Klecánkách.